# Richard Kandt
Richard Kandt, antes de 1894 Richard Kantorowicz, (Poznan 17 de diciembre de 1867 - Núremberg, 29 de abril de 1918) fue un médico, administrador colonial y explorador alemán.

## Biografía

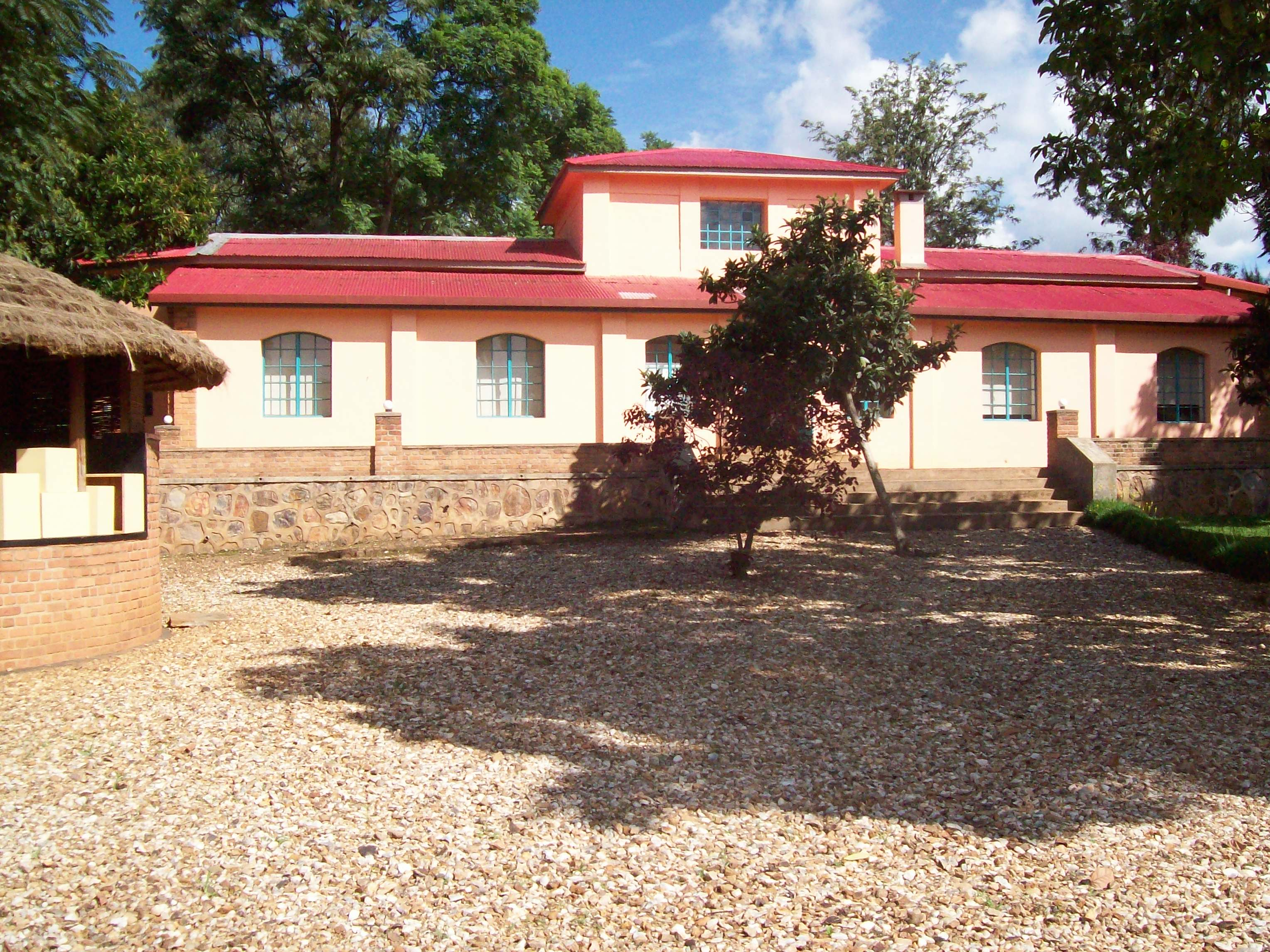
La Casa Kandt en Kigali

Fue hijo de un comerciante judío que murió cuando Richard tenía pocos meses, y que le dejó una importante fortuna, a la que Richard accedió cuando alcanzó la mayoría de edad y que sirvió de base para sus viajes. 
El sexólogo Magnus Hirschfeld relata en su autobiografía su amistad juvenil con Richard Kantorowicz, al que ayudó a librarse de los chantajes a los que fue sometido por su orientación homosexual. 
Kantorowicz estudió medicina en las universidades de Múnich, Heidelberg y Wurzburgo. En 1894, aprobó el examen estatal de medicina y adoptó el apellido Kandt. Trabajó posteriormente como psiquiatra en Bayreuth y Múnich.
Kandt decidió estudiar con el antropólogo y etnógrafo berlinés Felix von Luschan para adquirir los conocimientos necesarios para una expedición científica en busca de las fuentes del Nilo. Como fracasaron sus intentos de unirse a expediciones oficiales, obtuvo permiso del Ministerio de Asuntos Exteriores alemán para realizar un viaje de investigación financiado con fondos privados. 
Entre 1897 y 1907 exploró el noroeste del África Oriental Alemana. La búsqueda de Kandt del nacimiento del Nilo siguió el principio, común en la época, de remontar el curso del río y, en la confluencia de dos ríos, seguir el que tenía mayor caudal. Salió de la ciudad de Bagamoyo en julio de 1897, remontó el río Kagera, no de los afluentes de la parte central de la orilla occidental del lago Victoria, subió por el Nyabarongo y, a mediados de agosto de 1898, llegó al final de un valle alto en el bosque de Nyungwe, en Ruanda, al que atribuyó ser la fuente del Nilo. Esta cabecera del río Kagera, conocida como río Rukarara, se considera la principal fuente del Nilo, el curso de agua más distante del Mediterráneo. En los años de 1899 a 1901, Kandt continuó con sus viajes y se dedicó a explorar el lago Kivu.
Desde aproximadamente 1900 fue amigo íntimo del escritor Richard Voss, en cuyas memorias ocupa un lugar destacado.
En 1906, fue nombrado residente imperial de la Residencia de Ruanda del África Oriental Alemana. Kandt llegó a Ruanda en agosto de 1907 y fundó su residencia en Kigali ese mismo año, convirtiendo a Kigali en la capital administrativa del país. Su casa de Kigali aún se mantiene, en ella se ha creado un museo de historia natural y conserva recuerdos de Kandt. En el diferendo fronterizo entre Bélgica y el Reich alemán, Kandt, basándose en estudios etnográficos, negoció como línea fronteriza la línea Kivu-Russisi, que todavía hoy forma la frontera entre Ruanda y la República Democrática del Congo. La isla de Idjwi fue anexada al Congo Belga en 1910, aunque, según los estudios de Kandt, la población que vivía allí pertenecía a la esfera cultural ruandesa.
En la primavera de 1914, Kandt llegó a Alemania para pasar unas vacaciones y no pudo ya regresar a Ruanda debido al estallido de la Primera Guerra Mundial. Se alistó y fue al Frente Oriental como médico de estado mayor. Murió en abril de 1918, en un hospital de reserva de Núremberg, a causa de los efectos del envenenamiento por gas que sufrió en Polonia, en julio de 1917, mientras intentaba ayudar a personas gravemente heridas.  

## Obras
Publicó en 1904 su diario del viaje en busca de las fuentes del Nilo, y después de su muerte se publicaron algunos de sus poemas:
- Caput Nili. Eine empfindsame Reise zu den Quellen des Nils [Caput Nili. Un viaje sensitivo a las fuentes del Nilo] (1904)
- Meine Seele klingt. Nachgelassene Gedichte aus dem Kriege [Mi alma resuena. Poemas póstumos de la guerra] (publicados póstumamente en 1918, editados  por Franz Stuhlmann)